# Marie Lloyd

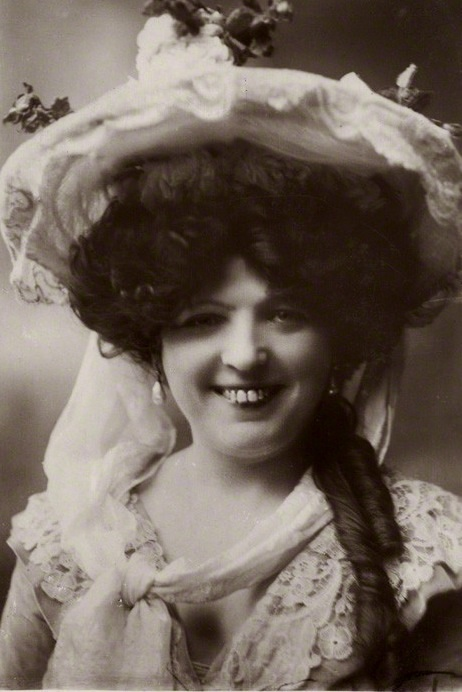
Marie Lloyd (um 1900)

Marie Lloyd (* 12. Februar 1870 in London; † 7. Oktober 1922 ebenda), eigentlich Matilda Alice Victoria Wood, war eine britische Sängerin und Unterhaltungskünstlerin, die vor allem für ihre Auftritte in den Londoner Music Halls bekannt ist.

## Leben
Mathilda Wood wurde 1870 im Londoner Stadtteil Hoxton als ältestes von neun Kindern eines Kunstblumenmachers und Kellners geboren und zeigte schon früh künstlerisches Talent. Mit 14 Jahren debütierte sie im Royal Grecian Theatre, einige Wochen später trat sie in der Falstaff Music Hall zum ersten Mal unter dem Pseudonym Marie Lloyd auf, das sie für den Rest ihrer Karriere nutzte. Beim gleichen Auftritt wurde sie vom Theatermanager George Belmont entdeckt, der sie zu fördern begann und ihr binnen weniger Wochen diverse Auftritte in einer Music Hall in Bermondsey verschaffte. Dort sang sie zum ersten Mal das Lied The Boy I Love Is Up in the Gallery, das – obwohl ursprünglich für Nelly Power komponiert – zu Lloyds Markenzeichen wurde. Darauf aufbauend wurde Lloyd bald zu einer gefragten Sängerin in den Londoner Music Halls, die schon mit 16 Jahren 100 £ pro Woche verdiente. Anfang der 1890er Jahre trat sie in mehreren der berühmten Pantominenaufführungen im Theatre Royal Drury Lane auf, wenngleich sie die strikten Vorgaben des Theaterskripts wenig begeisterten. Die Londoner Music Halls kombinierten dagegen von vornherein Gesang mit genereller Unterhaltung in lockerem Ambiente und passten somit perfekt auf Lloyds Talente: Ihre Lieder rahmte sie mit komischen Monologen ein und ihre große stimmliche Kontrolle ermöglichte es ihr, sowohl während des Sprechens als auch Singens mit Betonungen zu spielen, was sie oftmals für sexuelle Andeutungen und das Spielen kleiner Rollen nutzte. Jeden Auftritt absolvierte sie zudem in einem detailreichen, aufwendigen Kostüm.
Trotz des großen Unterhaltungswertes gründeten ihre Darbietungen in einer sozialkritischen Perspektive auf das schwierige Leben der Unterschicht, insbesondere von Arbeiterfrauen, im London des späten 19. Jahrhunderts und frühen 20. Jahrhunderts. Unter anderem sang sie über Gewalt in der Ehe, Prostitution aus ökonomischer Not und den Alkoholmissbrauch vieler Arbeiter. Dies alles brachte Lloyd 1894 in Konflikt mit der Gesellschaftsreformerin Laura Ormiston Chant, die in den Music Halls eine einzige Prostitution von Frauen zu erkennen meinte, personifiziert durch Lloyds sexuell aufgeladene Auftritte. Wenngleich Lloyd und Chant in der Presse daraufhin als natürliche Feinde karikiert wurden, teilten beide eigentlich eine ähnliche Meinung und Haltung zu vielen Themen. Chant kritisierte beispielsweise den geringen Lohn vieler Frauen, die in den Music Halls arbeiteten, und Lloyd unterstützte 1907 einen Streik der Variety Artistes’ Federation (VAF), um eine noch größere Ausbeutung der Künstler zu verhindern. Ihre große Popularität beim Publikum verhalf dem Streik zum Erfolg. Lloyds Beteiligung machte sie allerdings bei den bedeutenden Music-Hall-Unternehmern unbeliebt. Einer von ihnen, Oswald Stoll, veranstaltete 1912 eine Royal Command Performance ohne die beliebte Lloyd, was oftmals als Reaktion auf ihre Streikbeteiligung gewertet wurde. Lloyd organisierte daraufhin eine Konkurrenzshow „im Auftrag des britischen Volkes“ im London Pavilion.

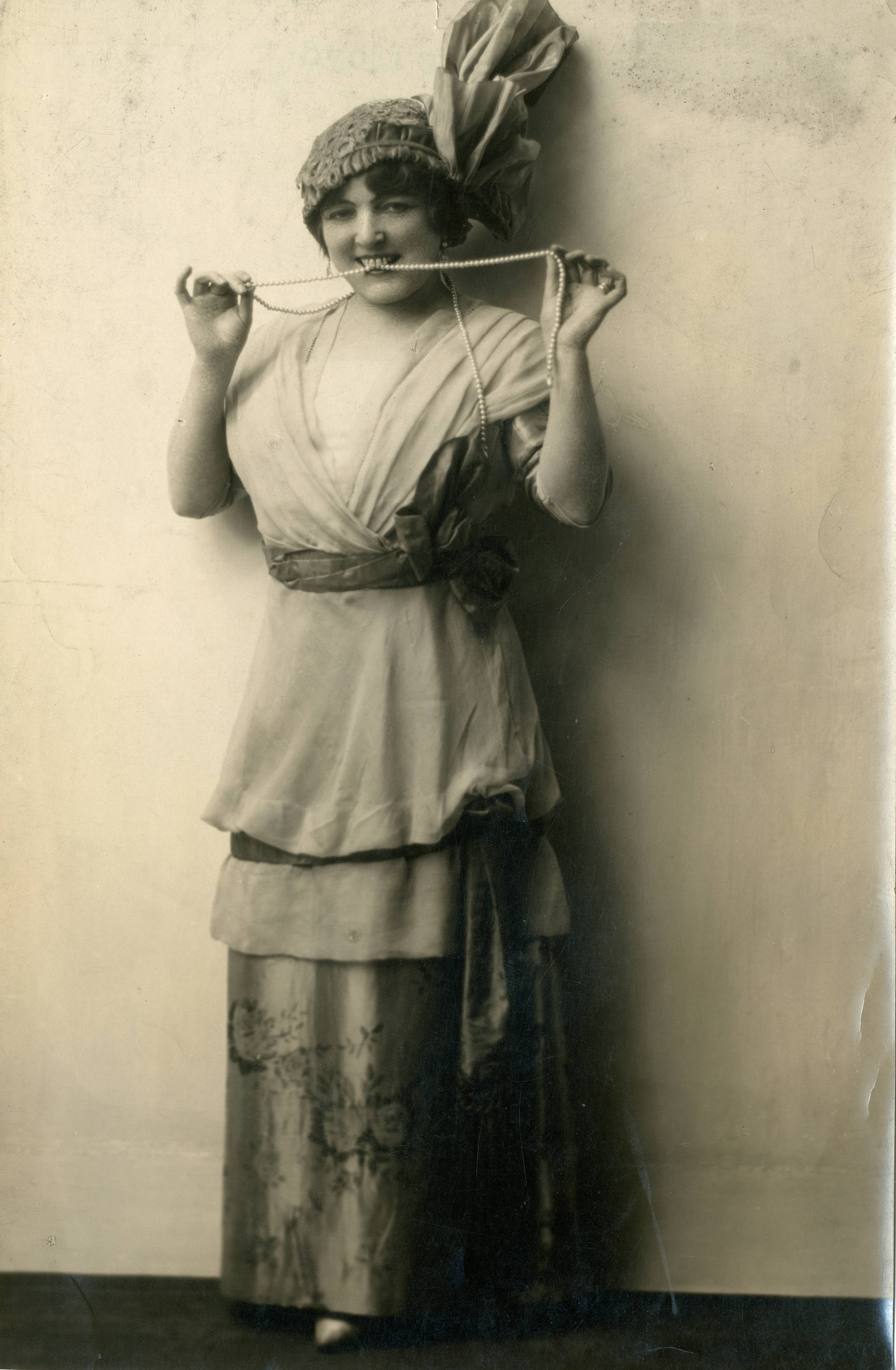
Marie Lloyd (1914)

1913 trat Lloyd wohl auch aus Frust über Stoll eine lange Tournee durch die USA an, bei der sie aber zunächst von ihrem Privatleben gestoppt wurde. Mit 17 Jahren war sie eine erste Ehe mit Percy Charles Courtenay eingegangen, aus der die Tochter Marie Lloyd Jr. (1888–1967) hervorging. Die Ehe ging bald in die Brüche, wenngleich das Paar zunächst formal verheiratet blieb. Ab 1896 war Lloyd mit dem Sänger Alec Hurley (1871–1913) zusammen, den sie nach der Scheidung von Courtenay 1905 im Oktober 1906 heiratete. Diese zweite Ehe war ebenfalls nur von relativ kurzer Dauer und das Paar trennte sich 1910, als Lloyd eine Beziehung mit dem Jockey Bernard Dillon (1888–1941) einging. Wenngleich Dillon an Alkoholismus litt und die Partnerschaft daher bald konfliktreich war, blieben die beiden zusammen, wenngleich Lloyd formal weiterhin mit Hurley verheiratet war. Bei der Einreise in die USA wurden Lloyd und Dillon zunächst zurückgehalten und auf Ellis Island festgehalten, da Dillon unter dem White Slaves Act beschuldigt wurde, mit einer mit ihm nicht verheirateten Frau in die USA einreisen zu wollen. Fast schon auf dem Rückweg nach Europa, erhielten Lloyd und Dillon doch die Einreiseerlaubnis unter der Bedingung, in den USA nicht zusammenzuleben. Als Lloyds Ehemann Hurley wenig später verstarb, heirateten Lloyd und Dillon im Februar 1914 im britischen Konsulat in Portland, Oregon.
Mit dem Ersten Weltkrieg kehrte Lloyd ins Vereinigte Königreich zurück, wo sie in kriegswichtigen Fabriken und vor Soldaten auftrat, um die Kriegsmoral der Bevölkerung zu erhöhen. In der Nachkriegszeit wurde die Ehe mit Dillon immer gewalttätiger und endete 1920 schließlich in der Trennung. Lloyd arbeitete zu dieser Zeit hauptsächlich aus wirtschaftlichem Bedarf weiter als Sängerin. Im Herbst 1922 musste sie einen Auftritt im Alhambra Theatre am Leicester Square aus gesundheitlichen Gründen abbrechen. Sie starb wenige Tage später im Alter von 52 Jahren in ihrem Zuhause im Londoner Stadtteil Golders Green an Herz- und Nierenversagen. Ihr Tod wurde in der britischen Bevölkerung mit großer Bestürzung wahrgenommen und symbolisierte vielen das Ende des Zeitalters der Music Halls. Lloyd liegt auf dem Londoner Hampstead Cemetery begraben. An einem früheren Wohnort in Dalston wird heute mit einer Gedenkplakette an sie erinnert.